# 王萬祥
王萬祥（？—？），字瑞宇，為中國清朝武官官員，本籍陝西会宁（今甘肃会宁）。
王万祥曾从郭姓。顺治年间，王进宝为游击时，应募入伍，官至副将。平定三藩之乱时，跟随王进宝克临洮，通渭，入汉中，有战功，升至定海总兵。1697年（康熙36年）奉旨調任前往台灣，接任王國興擔任台灣鎮總兵。是台灣清治時期此期間，受台灣道制約的台灣地區最高軍事首長。官至福建陆路提督。卒后赠太子少保，谥壮敏。
| 前任： 王國興 | 台灣鎮總兵 1697年上任 | 繼任： 張玉麒 |